# Peter Vaughan
Peter Vaughan (* 4. April 1923 in Wem, Shropshire, England als Peter Ewart Ohm; † 6. Dezember 2016 in Mannings Heath, West Sussex) war ein britischer Schauspieler.

## Leben
Peter Vaughan wuchs in Staffordshire auf. Nach dem Ende seiner Schulausbildung spielte er an lokalen Theatern, bevor er seinen Wehrdienst ableistete. Während des Zweiten Weltkrieges diente Vaughan als Second lieutenant im Royal Corps of Signals in der Normandie, Belgien und Ostasien. Zum Kriegsende nahm er in Singapur an der Befreiung des  Kriegsgefangenenlagers Changi teil.
Von Mitte der 1950er-Jahre bis kurz vor seinem Tod wirkte Vaughan als Charakterdarsteller an mehr als 220 Film- und Fernsehproduktionen mit. In seiner frühen Karriere stellte er besonders häufig Polizeibeamte dar, unter anderem auch in Ralph Thomas’ Die 39 Stufen (1959) und im Horrorfilm Das Dorf der Verdammten (1960). Eine erste große Rolle spielte er 1962 in der Fernsehadaption von Oliver Twist nach Charles Dickens, in welcher er den Verbrecher Bill Sikes darstellte. 1967 spielte Vaughan neben Frank Sinatra die zweite Hauptrolle in Der Mann am Draht, eine Hollywood-Karriere blieb in der Folge jedoch aus. Im darauf folgenden Jahr spielte er in der Fernsehadaption von Robert Louis Stevensons Die Schatzinsel den Piraten Long John Silver.
In den 1970er Jahren spielte Vaughan hauptsächlich in Fernsehproduktionen, ab 1980 erhielt er jedoch wieder zunehmend Rollen in größeren Spielfilmproduktionen wie Time Bandits (1981) und Brazil (1985) von Terry Gilliam sowie in Literaturverfilmungen wie Die Geliebte des französischen Leutnants (1981), Les Misérables (1998) und Was vom Tage übrig blieb (1993), wo er den sterbenden Vater von Anthony Hopkins verkörperte. Von 2011 bis 2015 war Vaughan wiederkehrend in elf Folgen in der preisgekrönten Fantasy-Serie Game of Thrones als Maester der Nachtwache, Aemon Targaryen, zu sehen. Dies war zugleich die letzte Rolle des Schauspielers.
Seine erste Ehe mit der Schauspielerin Billie Whitelaw wurde 1966 geschieden. Vaughan war in zweiter Ehe mit der Schauspielerin Lillias Walker verheiratet. Aus dieser Ehe ging der gemeinsame Sohn David (* 1967) hervor. Peter Vaughan starb am 6. Dezember 2016 im Alter von 93 Jahren.

## Filmografie (Auswahl)
- 1954: Stage by Stage (Fernsehserie, 2 Folgen)
- 1959: Die 39 Stufen (The 39 Steps)
- 1959: Das Mädchen Saphir (Sapphire)
- 1960: Das Dorf der Verdammten (Village of the Damned)
- 1962: Im Namen des Teufels (The Devil’s Agent)
- 1963: Die Sieger (The Victors)
- 1964: Simon Templar (The Saint; Fernsehserie, Folge The Saint Steps In)
- 1965: Das düstere Haus (Fanatic)
- 1966: Coronation Street (Fernsehserie, 1 Folge)
- 1967: … und Scotland Yard schweigt (The Man Outside)
- 1967: Der Mann mit dem Koffer (Man in a Suitcase, Fernsehserie, 1 Folge)
- 1968: Die Schatzinsel (Treasure Island; Miniserie, 9 Folgen)
- 1968: Mit Schirm, Charme und Melone (The Avengers; Fernsehserie, Folge My Wildest Dreams)
- 1968: Ereignisse beim Bewachen der Bofors-Kanone (The Bofors Gun)
- 1969: Randall & Hopkirk – Detektei mit Geist (Randall & Hopkirk (Deceased), Fernsehserie, 1 Folge)
- 1971: Die 2 (The Persuaders!; Fernsehserie, Folge Der Mann mit dem Köfferchen)
- 1971: Wer Gewalt sät (Straw Dogs)
- 1972: Der Rattenfänger von Hameln (The Pied Piper)
- 1973: Der Mackintosh-Mann (The MacKintosh Man)
- 1974: Brillanten und Kakerlaken (11 Harrowhouse)
- 1974: Härte 10 (Fernsehserie, 3 Folgen)
- 1975: Die Füchse (The Sweeney, Fernsehserie, 1 Folge)
- 1977: Valentino
- 1979: Die letzte Offensive (Zulu Dawn)
- 1981: Time Bandits
- 1981: Die Geliebte des französischen Leutnants (The French Lieutenant’s Woman)
- 1984: Auf Messers Schneide (The Razor’s Edge)
- 1985: Brazil
- 1986: Hochzeitsnacht im Geisterschloß (Haunted Honeymoon)
- 1986: Monte Carlo (Fernseh-Miniserie)
- 1988: Agent ohne Namen (The Bourne Identity)
- 1990: Land der schwarzen Sonne (Mountains of the Moon)
- 1993: Was vom Tage übrig blieb (The Remains of the Day)
- 1993: Herz der Finsternis (Heart of Darkness)
- 1994: Vaterland (Fatherland)
- 1997: Face
- 1998: Die Legende vom Ozeanpianisten (La leggenda del pianista sull’Oceano)
- 1998: Les Misérables
- 1999: Hornblower (Miniserie, 1 Folge)
- 2000: Das zehnte Königreich (The 10th Kingdom)
- 2000: Längengrad (Longitude, Fernsehfilm)
- 2004: The Life and Death of Peter Sellers
- 2007: Sterben für Anfänger (Death at a Funeral)
- 2008: Lark Rise to Candleford (Fernsehserie, 2 Folgen)
- 2011: Albatross
- 2011: Doc Martin (Fernsehserie, 1 Folge)
- 2011–2015: Game of Thrones (Fernsehserie, 11 Episoden)

## Auszeichnungen
- 1997: BAFTA-Nominierung für Our Friends in the North